# Subantarctische kleine pijlstormvogel
De subantarctische kleine pijlstormvogel (Puffinus elegans) is een zeevogel uit de familie stormvogels en pijlstormvogels (Procellariidae).

## Verspreiding en leefgebied
Wijdverspreide soort van de Zuidelijke Oceaan, broedt in de Atlantische Oceaan op Tristan da Cunha en Gough en in de Indische Oceaan op de Nieuw-Zeelandse Chatham- en  Antipodeneilanden.

## Status
De grootte van de populatie is niet formeel gekwantificeerd, maar een schatting uit 2004 wees toen in de richting van een paar honderdduizend broedparen. Op de Rode lijst van de IUCN heeft deze soort de status niet bedreigd.